# Konstantin Fukin
Konstantin Aleksandrowicz Fukin (ros. Константин Александрович Фукин, ur. w październiku 1900 we wsi Rostunowo w guberni moskiewskiej, zm. w lutym 1979 w Gorkim) – funkcjonariusz radzieckich organów bezpieczeństwa, pułkownik.

## Życiorys
Od grudnia 1918 do lutego 1922 w Armii Czerwonej, od września 1919 w RKP(b), od sierpnia 1922 do lutego 1923 słuchacz Szkoły Rezerwy GPU. Od lutego 1923 do września 1924 pełnomocnik Wydziału Specjalnego GPU 13 Korpusu Piechoty, a od września 1924 do maja 1926 4 Korpusu Piechoty. Od maja 1926 do sierpnia 1927 pełnomocnik okręgowego oddziału GPU w Shahrisabzie, od sierpnia 1927 do grudnia 1930 pełnomocnik GPU rejonu guzarskiego w okręgu (obecnie wilajecie) kaszkadaryjskim, od grudnia 1930 do grudnia 1932 szef bek-budińskiego rejonowego oddziału GPU w Uzbeckiej SRR, od grudnia 1932 do maja 1935 szef Miejskiego Oddziału GPU/NKWD w Margʻilonie. Od maja 1935 do marca 1938 szef oddziału tajno-politycznego kokandzkiego sektora operacyjnego/Miejskiego Oddziału NKWD w Uzbeckiej SRR, od 23 lutego 1936 starszy lejtnant bezpieczeństwa państwowego, od marca do listopada 1938 szef Oddziału II Wydziału IV Zarządu Bezpieczeństwa Państwowego (UGB) NKWD Uzbeckiej SRR, od listopada 1938 do listopada 1939 szef Miejskiego Oddziału NKWD w Chirchiqu, od listopada 1939 do czerwca 1940 szef Wydziału III UGB Zarządu NKWD obwodu pińskiego, od czerwca 1940 do marca 1941 zastępca szefa Zarządu NKWD obwodu pińskiego, od 31 grudnia 1940 kapitan bezpieczeństwa państwowego. Od 15 marca do lipca 1941 szef Zarządu NKWD obwodu białostockiego, od lipca do września 1941 szef Wydziału Specjalnego NKWD Grupy Wojsk Konstantego Rokossowskiego (Front Zachodni), od września 1941 do kwietnia 1942 szef Wydziału Specjalnego NKWD 16 Armii Frontu Zachodniego, od stycznia 1942 do września 1943 szef Grupy Operacyjno-Czekistowskiej NKWD Białoruskiej SRR na obwód homelski, 11 lutego 1943 awansowany na podpułkownika bezpieczeństwa państwowego. Od września 1943 do listopada 1947 szef Zarządu NKGB/MGB obwodu homelskiego, od 4 października 1944 pułkownik, od stycznia do czerwca 1945 szef Grupy Operacyjnej NKWD przy 65 Armii (2 Front Białoruski). Od listopada 1947 do kwietnia 1952 zastępca szefa Zarządu Ochrony MGB Kolei Gorkowskiej, 1952-1957 na emeryturze, od czerwca 1957 do marca 1963 szef ochrony pożarowej sownarchozu Gorkowskiego Ekonomicznego Rejonu Administracyjnego, od sierpnia 1963 na emeryturze.

## Odznaczenia
- Order Lenina (21 lutego 1945)
- Order Czerwonego Sztandaru (czterokrotnie - 9 czerwca 1942, 3 listopada 1944, 21 kwietnia 1945 i 25 lipca 1949)
- Order Wojny Ojczyźnianej II klasy (5 listopada 1944)
- Order Czerwonej Gwiazdy (28 października 1967)